# DNA Script
DNA Script est une entreprise française de biotechnologies. Elle est spécialisée dans la recherche, le développement et la commercialisation de matériels permettant la synthèse d'ADN.

## Historique
L'entreprise est fondée en 2014. Elle reçoit 93 millions d'euros de financement au cours d'augmentations de capital de 2014 à 2020.
En 2023, l'entreprise intègre le groupe Next40/120 de startups bénéficiant d'un accompagnement par la mission French Tech.
Le directeur est remplacé en septembre 2024, à la suite d'un essoufflement des financements.

## Activité
L'entreprise poursuit l'objectif de créer un synthétiseur d'ADN à la demande, en quelques heures au lieu de semaines. Le produit baptisé Syntax est en bêta-test dans de laboratoires de biotechnologies.
Selon le rapport de l'Académie des technologies sur la mémoire par ADN, « DNA Script (France) est actuellement le leader de la synthèse d’ADN par voie enzymatique à l’échelle mondiale. DNA Script développe deux technologies essentielles de la synthèse d’ADN par voie enzymatique : les nucléotides terminateurs réversibles et les enzymes ADN polymérase. »
Le 1er marché ciblé par le produit est le secteur du diagnostic. Viennent ensuite d'autres secteurs de la recherche scientifique, la thérapie génique personnalisée ou les vaccins, et enfin à plus long terme le stockage de données numériques sur ADN.
Outre les locaux du Kremlin-Bicêtre, la société est implantée à South San Francisco (États-Unis).
En janvier 2020, la société a rejoint le Molecular Encoding Consortium financé par IARPA à hauteur de 23 millions de dollars, dont six millions pour DNA Script. Ce consortium comprend en outre l'Université Harvard (équipe de Donhee Ham) et le Broad Institute (équipe de Robert Nicol). L'objectif est la fabrication des mémoires polymères.
En 2022, l'entreprise ferait un chiffre d'affaires de 5,17 millions d’euros annuel, mais continuerait à perdre de l'argent.

## Actionnaires
- Jusqu'à 2019 : Merck Ventures, Life Sciences Partners, Illumina Ventures et Bpifrance.
- Nouveaux actionnaires additionnels en 2020 : Casdin Capital (New-York), WuXi AppTec (en) (Chine), Danaher Life Sciences et Agilent Technologies.